# Bijelgee
Bijelgee (mong. биелгээ), także bij (mong. бий) – mongolski taniec ludowy wykonywany w pozycji na klęczkach lub siedzącej przez tancerzy z różnych grup etnicznych z ajmaków kobdoskiego i uwskiego.  
W 2009 roku taniec bijelgee został wpisany na listę niematerialnego dziedzictwa wymagającego pilnej ochrony UNESCO.

## Opis
Taniec jest wykonywany w pozycji na klęczkach lub siedzącej (ze skrzyżowanymi nogami). Tancerze wykonują stylizowane ruchy górnej partii ciała, rąk, ramion i nóg, aby wyrazić aspekty tradycyjnego życia Mongołów lub opowiedzieć wydarzenia z historii lub mitologii. Pozycja tancerzy wynika z ograniczonej przestrzeni dostępnej w ger – jurcie mongolskiej, gdzie tradycyjnie wykonywano taniec. Tańcowi towarzyszą pieśni duut bij wykonywane przy akompaniamencie następujących instrumentów: dwustrunowego chordofonu igil, dwustrunowej lutni towszuur i fletu cuur. Taniec wykonywany jest również do rytmicznej muzyki tatlaga o minimalistycznej linii melodycznej. 
Tancerze ubrani są w stroje tradycyjne, bogato zdobione haftem, noszą złotą i srebrną biżuterię. Kolory i wzory strojów wskazują na przynależność etniczną tancerzy. Choć wiele ruchów tańca jest wspólnych dla różnych grup, to porządek, w którym wykonywane są różne partie tańca jest inny dla każdej z grup. Każda z grup ma ponadto własny, charakterystyczny styl tańca. Ponadto każda grupa wykonuje swój narodowy bij (ündesnij bij) oddający własną historię i opowieści.      
Taniec jest wykonywany z okazji uroczystości rodzinnych, takich jak śluby, narodziny, odwiedzin bliskich czy sąsiadów a także podczas festiwalu naadam. 
Umiejętność tańca przekazywana jest z pokolenia na pokolenie. Sztuka tańca jest dziś zagrożona z powodu szybkich zmian społecznych i wymierania mistrzów tego tańca. Tradycje tańca bijelgee podtrzymywane są przez 20 tancerzy z grup etnicznych Torgutów, Dzachczynów, Uletów, Urianchajców i Miangatów z ajmaku kobdoskiego oraz z grup Bajatów, Derbetów i Chotonów z ajmaku uwskiego.